# Élections législatives de 1932 dans l'Ardèche
Les élections législatives de 1932 eurent lieu les 1er et 8 mai 1932. Le mode de scrutin utilisé fut le scrutin uninominal majoritaire à deux tours.

## Le scrutin dans les différentes circonscriptions

### Circonscription de Largentière
La circonscription de Largentière était composée des cantons de Burzet, Coucouron, Joyeuse, Largentière, Montpezat-sous-Bauzon, Saint-Étienne-de-Lugdarès, Valgorge, Vallon-Pont-d'Arc et des Vans. Quatre candidats étaient en lice dans cette circonscription. Il y avait tout d'abord Fernand Girbon, agriculteur, lequel se présentait sous l'étiquette du PCF. Toujours à gauche, on trouvait le maire de Joyeuse, Gustave Jallès, candidat radical-socialiste, ainsi que Pierre Ollier, vétérinaire, candidat se présentant sous la bannière de la SFIO. Le député sortant, le Docteur Joseph Boissin, par ailleurs conseiller général du canton de Joyeuse depuis 1908, se représentait sous l'étiquette de la Fédération républicaine et partait grand favori de ce scrutin. Obtenant la majorité absolue à l'issue du premier tour, le Docteur Boissin fut dispensé de second tour et élu pour un second mandat à l'Assemblée nationale.
| Etiquette                                 | Nom                          | Premier tour   | Premier tour | Premier tour |
| Etiquette                                 | Nom                          | Voix           | %            | %            |
| Etiquette                                 | Nom                          | Voix           | Exprimés     | Inscrits     |
| ----------------------------------------- | ---------------------------- | -------------- | ------------ | ------------ |
| Républicain                               | Joseph Boissin, sortant, élu | 7 222          | 53,65 %      | 37,85 %      |
| Radical-socialiste                        | Gustave Jallès               | 2 944          | 21,87 %      | 15,43 %      |
| SFIO                                      | Pierre Ollier                | 2 715          | 20,17 %      | 14,23 %      |
| PCF                                       | Fernand Girbon               | 580            | 04,31 %      | 03,04 %      |
|                                           |                              | Total exprimés | 13 461       | 70,55 %      |
| Total votants : exprimés + blancs ou nuls | 13 710                       | 71,86 %        |              |              |
| Total inscrits : votants + abstentions    | 19 080                       | 100,00 %       |              |              |

### Première circonscription de Tournon
La première circonscription de Tournon était composée des cantons du Cheylard, Lamastre, Saint-Péray, Tournon et de Vernoux-en-Vivarais. Quatre candidats étaient en lice dans cette circonscription. Pierre Vallette-Viallard, député sortant dont le premier mandat remontait à 1919, décida de se représenter devant les électeurs misant notamment sur sa solide implantation ainsi que sur son indéniable popularité à travers la population locale. Membre de la Fédération républicaine, Vallette-Viallard était le seul représentant de son camp (la droite), ses trois adversaires se réclamant tous de la gauche.
André Escoffier, ancien député radical de la Drôme, paraissait le seul en mesure de défier le député sortant. Un ancien directeur d'école primaire, Paul Cuminal, était candidat pour la SFIO alors qu'Alexandre Avon, commerçant, avait pour mission de porter les couleurs du Parti Communiste.
Pierre Vallette-Viallard était finalement élu dès le premier tour de scrutin se succédant à lui-même au poste de député de la première circonscription de Tournon. Malgré une forte mobilisation des électeurs et un score tout à fait honorable, André Escoffier ne sera pas parvenu à faire douter Vallette-Viallard, ce dernier confirmant bien sa réputation d'homme fort de la vie politique ardéchoise d'alors. Enfin, le très faible résultat obtenu par le candidat communiste souligne bien la difficulté d'implantation du PCF dans le nord du département.
| Etiquette                                 | Nom                                    | Premier tour   | Premier tour | Premier tour |
| Etiquette                                 | Nom                                    | Voix           | %            | %            |
| Etiquette                                 | Nom                                    | Voix           | Exprimés     | Inscrits     |
| ----------------------------------------- | -------------------------------------- | -------------- | ------------ | ------------ |
| Républicain                               | Pierre Vallette-Viallard, sortant, élu | 7 237          | 50,25 %      | 43,75 %      |
| Radical-socialiste                        | André Escoffier                        | 5 849          | 40,62 %      | 35,36 %      |
| SFIO                                      | Paul Cuminal                           | 1 253          | 08,70 %      | 07,57 %      |
| PCF                                       | Alexandre Avon                         | 62             | 00,43 %      | 00,37 %      |
|                                           |                                        | Total exprimés | 14 401       | 87,06 %      |
| Total votants : exprimés + blancs ou nuls | 14 540                                 | 87,90 %        |              |              |
| Total inscrits : votants + abstentions    | 16 542                                 | 100,00 %       |              |              |

### Seconde circonscription de Tournon
La seconde circonscription de Tournon était composée des cantons d'Annonay, Saint-Agrève, Saint-Félicien, Saint-Martin-de-Valamas, Satillieu et de Serrières. Cinq candidats étaient en lice dans cette circonscription. Le député sortant, Xavier Vallat, par ailleurs conseiller général du canton de Saint-Félicien et maire de Pailharès, se représentait sous l'étiquette de la Fédération républicaine. Membre de la Fédération nationale catholique depuis 1925 et des Croix-de-feu depuis 1928, Xavier Vallat, ouvertement nationaliste et antisémite, était alors une figure reconnue de l'aile droite de la Fédération républicaine. Face à lui figuraient quatre opposants de gauche : le cheminot Adrien Jouve pour le Parti Communiste, le journaliste Louis Damon pour le Parti Radical, l'instituteur Charles Souchier pour la SFIO ainsi qu'André Lecomte, candidat sous l'étiquette Républicain de gauche. Partant favori de par son statut de sortant et de par l'orientation plutôt conservatrice de la circonscription, Xavier Vallat fut élu dès le premier tour de scrutin.
| Etiquette                                 | Nom                         | Premier tour   | Premier tour | Premier tour |
| Etiquette                                 | Nom                         | Voix           | %            | %            |
| Etiquette                                 | Nom                         | Voix           | Exprimés     | Inscrits     |
| ----------------------------------------- | --------------------------- | -------------- | ------------ | ------------ |
| Républicain                               | Xavier Vallat, sortant, élu | 8 159          | 50,09 %      | 40,67 %      |
| Républicain de gauche                     | André Lecomte               | 5 366          | 32,94 %      | 26,75 %      |
| SFIO                                      | Charles Souchier            | 2 389          | 14,67 %      | 11,91 %      |
| Radical-socialiste                        | Louis Damon                 | 219            | 01,34 %      | 01,09 %      |
| PCF                                       | Adrien Jouve                | 156            | 00,96 %      | 00,78 %      |
|                                           |                             | Total exprimés | 16 289       | 81,20 %      |
| Total votants : exprimés + blancs ou nuls | 16 489                      | 82,20 %        |              |              |
| Total inscrits : votants + abstentions    | 20 060                      | 100,00 %       |              |              |

(Il manque les 2 circonscriptions de Privas, plus favorables à la gauche. Il y avait 5 circonscriptions en Ardèche et non 3 comme maintenant).

## Score par partis en Ardèche en 1932
| Parti | Parti | Pourcentage des votants |
| ----- | ----- | ----------------------- |
|       | PCF   | 01,81 %                 |
|       | SFIO  | 14,40 %                 |
|       | PRRRS | 20,41 %                 |
|       | AD    | 12,15 %                 |
|       | FR    | 51,23 %                 |